# 枫林路站
枫林路站是贵阳轨道交通2号线的地铁车站，位于中华人民共和国贵州省贵阳市观山湖区诚信北路与枫林路交叉口北侧，于2021年4月28日开通。

## 车站结构
枫林路站沿诚信北路呈南北向设置，为地下二层岛式站台车站，车站长196米，标准段宽19.9米，车站地下一层为设备层，地下二层为站厅层，地下三层为站台层。
| 地面              | 出入口 | A、B、C、D出入口                                                                                              |
| 地下一层          | 站厅   | 客服中心、自动售票机、验票机                                                                                  |
| 地下二层          | 站台   | \| \| \| █ 2号线往白云北路（泉湖公园） \| \| 島式 · 開左邊车门 \| \| \| \| \| \| █ 2号线往中兴路（诚信路） \| |
|                   |        | █ 2号线往白云北路（泉湖公园）                                                                                 |
| 島式 · 開左邊车门 |        | |
|                   |        | █ 2号线往中兴路（诚信路）                                                                                     |

## 车站出口
枫林路站共有4个出入口，各出口及周围设施如下所示：
| 编号                | 出入口信息                                                                               | 照片 | 无障碍设施 |
| ------------------- | ---------------------------------------------------------------------------------------- | ---- | ---------- |
| A · 出口 · （设有） | 诚信北路，明月路，观山湖区外国语实验中学，金阳新世界熙院，金阳新世界嘉院，金阳新世界观澜 |      |            |
| B · 出口            | 枫林路，诚信南路，金阳新世界御湖，金阳新世界墅临境                                       |      | 不適用     |
| C · 出口 · （设有） | 枫林路，诚信南路，碧海南路，贵阳市新世界学校，金阳新世界山临境，金阳新世界水临境         |      |            |
| D · 出口            | 诚信北路，明月路，观山湖区外国语实验小学，金阳新世界碧潭园                               |      | 不適用     |
| 图例： 设有         |                                                                                          |      |            |

## 接驳交通

### 公交车
- 轨道枫林路站：71路，93路，218路

## 车站历史
本站建设时期工程名为金岭路站，开通前正式命名为枫林路站，站名来自车站南侧的枫林路。
- 2016年3月30日，车站主体结构封顶[2]。
- 2021年4月28日，车站随2号线工程通车开通[1]。